# Coma de Perauba
La Coma de Perauba és una coma del terme municipal de Conca de Dalt, en terres de l'antic municipi d'Hortoneda de la Conca, al Pallars Jussà, en territori de l'antic poble de Perauba.
Està situada a la vall per on discorre la llau de Perauba, entre el Roc de Sant Cristòfol, a ponent, i els Rocs del Comeller, a llevant.